# Guillermo Coria
Guillermo Sebastián Coria (sinh ngày 13 tháng 2 năm 1982) là cựu vận động viên tennis người Argentina, biệt danh là El Mago (Ảo thuật gia trong tiếng Tây Ban Nha). Anh từng đạt vị trí số 3 thế giới tại bảng xếp hạng của ATP vào tháng 5 năm 2004. Sau vô cùng nhiều chấn thương rải rác, anh tuyên bố giải nghệ vào tháng 4 năm 2009 khi đang xếp hạng 672 thế giới.

## Các trận chung kết quan trọng

### Chung kết Grand Slam

#### Đơn: 1 (1 á quân)
| Kết quả | Năm  | Giải đấu      |         | Đối thủ       | Tỉ số                   |
| ------- | ---- | ------------- | ------- | ------------- | ----------------------- |
| Á quân  | 2004 | Roland-Garros | Đất nện | Gastón Gaudio | 6–0, 6–3, 4–6, 1–6, 6–8 |

### Chung kết Masters Series

#### Đơn: 7 (2 danh hiệu, 5 á quân)
| Kết quả | Năm  | Giải đấu            | Mặt sân | Đối thủ             | Tỉ số                        |
| ------- | ---- | ------------------- | ------- | ------------------- | ---------------------------- |
| Á quân  | 2003 | Monte-Carlo Masters | Đất nện | Juan Carlos Ferrero | 2–6, 2–6                     |
| Vô địch | 2003 | Hamburg Masters     | Đất nện | Agustín Calleri     | 6–3, 6–4, 6–4                |
| Á quân  | 2004 | Miami Masters       | Cứng    | Andy Roddick        | 7–6(7–2), 3–6, 1–6, bỏ cuộc  |
| Vô địch | 2004 | Monte-Carlo Masters | Đất nện | Rainer Schüttler    | 6–2, 6–1, 6–3                |
| Á quân  | 2004 | Hamburg Masters     | Đất nện | Roger Federer       | 6–4, 4–6, 2–6, 3–6           |
| Á quân  | 2005 | Monte-Carlo Masters | Đất nện | Rafael Nadal        | 3–6, 1–6, 6–0, 5–7           |
| Á quân  | 2005 | Italian Open        | Đất nện | Rafael Nadal        | 4–6, 6–3, 3–6, 6–4, 6–7(6–8) |

## Chung kết ATP

### Đơn: 20 (9 danh hiệu, 11 á quân)
| Tổng kết                          |
| --------------------------------- |
| Grand Slam (0–1)                  |
| ATP World Tour Finals (0–0)       |
| ATP World Tour Masters 1000 (2–5) |
| Olympic (0–0)                     |
| ATP World Tour 500 Series (2–0)   |
| ATP World Tour 250 Series (5–5)   |

| Mặt sân       |
| Cứng (0–3)    |
| Đất nện (8–7) |
| Cỏ (0–1)      |
| Thảm (1–0)    |

| Kết quả | Thứ tự | Ngày                 | Giải đấu                   | Mặt đất | Đối thủ             | Tỉ số                        |
| ------- | ------ | -------------------- | -------------------------- | ------- | ------------------- | ---------------------------- |
| Vô địch | 1.     | 12 tháng 2 năm 2001  | Viña del Mar, Chile        | Đất nện | Gastón Gaudio       | 4–6, 6–2, 7–5                |
| Á quân  | 1.     | 7 tháng 5 năm 2001   | Majorca, Tây Ban Nha       | Đất nện | Alberto Martín      | 3–6, 6–3, 2–6                |
| Á quân  | 2.     | 16 tháng 9 năm 2002  | Costa Do Sauipe, Brazil    | Cứng    | Gustavo Kuerten     | 7–6(7–4), 5–7, 6–7(2–7)      |
| Á quân  | 3.     | 24 tháng 2 năm 2003  | Buenos Aires, Argentina    | Đất nện | Carlos Moyá         | 3–6, 6–4, 4–6                |
| Á quân  | 4.     | 21 tháng 4 năm 2003  | Monte-Carlo, Monaco        | Đất nện | Juan Carlos Ferrero | 2–6, 2–6                     |
| Vô địch | 2.     | 12 tháng 5 năm 2003  | Hamburg, Đức               | Đất nện | Agustín Calleri     | 6–3, 6–4, 6–4                |
| Vô địch | 3.     | 14 tháng 7 năm 2003  | Stuttgart, Đức             | Đất nện | Tommy Robredo       | 6–2, 6–2, 6–1                |
| Vô địch | 4.     | 21 tháng 7 năm 2003  | Kitzbühel, Áo              | Đất nện | Nicolás Massú       | 6–1, 6–4, 6–2                |
| Vô địch | 5.     | 28 tháng 7 năm 2003  | Sopot, Ba Lan              | Đất nện | David Ferrer        | 7–5, 6–1                     |
| Vô địch | 6.     | 12 tháng 10 năm 2003 | Basel, Thụy Sĩ             | Thảm    | David Nalbandian    | Đối thủ bỏ cuộc              |
| Vô địch | 7.     | 16 tháng 2 năm 2004  | Buenos Aires, Argentina    | Đất nện | Carlos Moyá         | 6–4, 6–1                     |
| Á quân  | 5.     | 5 tháng 4 năm 2004   | Miami, Mỹ                  | Cứng    | Andy Roddick        | 7–6(7–2), 3–6, 1–6, bỏ cuộc  |
| Vô địch | 8.     | 19 tháng 4 năm 2004  | Monte-Carlo, Monaco        | Đất nện | Rainer Schüttler    | 6–2, 6–1, 6–3                |
| Á quân  | 6.     | 17 tháng 5 năm 2004  | Hamburg, Đức               | Đất nện | Roger Federer       | 6–4, 4–6, 2–6, 3–6           |
| Á quân  | 7.     | 7 tháng 6 năm 2004   | Roland Garros, Paris, Pháp | Đất nện | Gastón Gaudio       | 6–0, 6–3, 4–6, 1–6, 6–8      |
| Á quân  | 8.     | 21 tháng 6 năm 2004  | 's-Hertogenbosch, Hà Lan   | Cỏ      | Michaël Llodra      | 3–6, 4–6                     |
| Á quân  | 9.     | 18 tháng 4 năm 2005  | Monte-Carlo, Monaco        | Đất nện | Rafael Nadal        | 3–6, 1–6, 6–0, 5–7           |
| Á quân  | 10.    | 9 tháng 5 năm 2005   | Rome, Italy                | Đất nện | Rafael Nadal        | 4–6, 6–3, 3–6, 6–4, 6–7(6–8) |
| Vô địch | 9.     | 31 tháng 7 năm 2005  | Umag, Croatia              | Đất nện | Carlos Moyá         | 6–2, 4–6, 6–2                |
| Á quân  | 11.    | 19 tháng 9 năm 2005  | Bắc Kinh, Trung Quốc       | Cứng    | Rafael Nadal        | 7–5, 1–6, 2–6                |

## Kết quả với top 10
| Mùa giải | 2000 | 2001 | 2002 | 2003 | 2004 | 2005 | 2006 | 2007 | 2008 | 2009 | Tổng cộng |
| Thắng    | 0    | 0    | 0    | 4    | 5    | 1    | 0    | 0    | 0    | 0    | 10        |

| #    | Vận động viên    | Thứ hạng | Giải đấu                        | Mặt sân | Vòng đấu | Tỉ số              |
| 2003 | 2003             | 2003     | 2003                            | 2003    | 2003     | 2003               |
| ---- | ---------------- | -------- | ------------------------------- | ------- | -------- | ------------------ |
| 1.   | David Nalbandian | 9        | Buenos Aires, Argentina         | Đất nện | QF       | 3–6, 6–3, 7–6(7–5) |
| 2.   | Carlos Moyá      | 4        | Monte-Carlo, Monaco             | Đất nện | SF       | 7–6(7–3), 6–2      |
| 3.   | Andre Agassi     | 2        | Roland-Garros, Paris, Pháp      | Đất nện | QF       | 4–6, 6–3, 6–2, 6–4 |
| 4.   | Carlos Moyá      | 7        | Tennis Masters Cup, Houston, Mỹ | Cứng    | RR       | 6–2, 6–3           |
| 2004 |                  |          |                                 |         |          |                    |
| 5.   | Carlos Moyá      | 7        | Buenos Aires, Argentina         | Đất nện | F        | 6–4, 6–1           |
| 6.   | David Nalbandian | 9        | Monte-Carlo, Monaco             | Đất nện | QF       | 6–4, 6–3           |
| 7.   | Rainer Schüttler | 6        | Monte-Carlo, Monaco             | Đất nện | F        | 6–2, 6–1, 6–3      |
| 8.   | Carlos Moyá      | 5        | Roland-Garros, Paris, Pháp      | Đất nện | QF       | 7–5, 7–6(7–3), 6–3 |
| 9.   | Tim Henman       | 9        | Roland-Garros, Paris, Pháp      | Đất nện | SF       | 3–6, 6–4, 6–0, 7–5 |
| 2005 |                  |          |                                 |         |          |                    |
| 10.  | Andre Agassi     | 9        | Rome, Italy                     | Đất nện | QF       | 7–5, 7–6(9–7)      |